# Jávorszky Ödön
Jávorszky Ödön (Vác, 1906. november 12. – Vác, 1975. június 21.) Betegápoló Irgalmas rendi szerzetes, orvos, a váci Jávorszky Ödön Városi Kórház névadója.

## Életpályája
Tanulmányait szülővárosában kezdte, majd a Piarista Gimnáziumban folytatta. 1925-ben belépett az irgalmasok rendjébe és hat évvel később szerzetesi fogadalmat tett. A Pázmány Péter Tudományegyetem Orvosi Karán szerzett orvosi diplomát 1939-ben. A második világháború alatt több városban folytatott orvosi gyakorlatot. Az irgalmasok rendjének feloszlatása után visszaköltözött Vácra. Az ő nevéhez fűződik a váci kórházban a sebészet, traumatológia, belgyógyászat, gégészet és szülészet elindítása. A váci kórházban, munkahelyén hunyt el.

## Emlékezete
- A vác-alsóvárosi temetőben nyugszik.
- A kórház 1991 óta a nevét viseli (Jávorszky Ödön Városi Kórház).
- Emlékét a kórház első emeletén emléktábla örökíti meg.
- Özvegye alapítványt hozott létre a kórházi betegellátás pénzügyi megsegítésére.